# 키티 맥휴

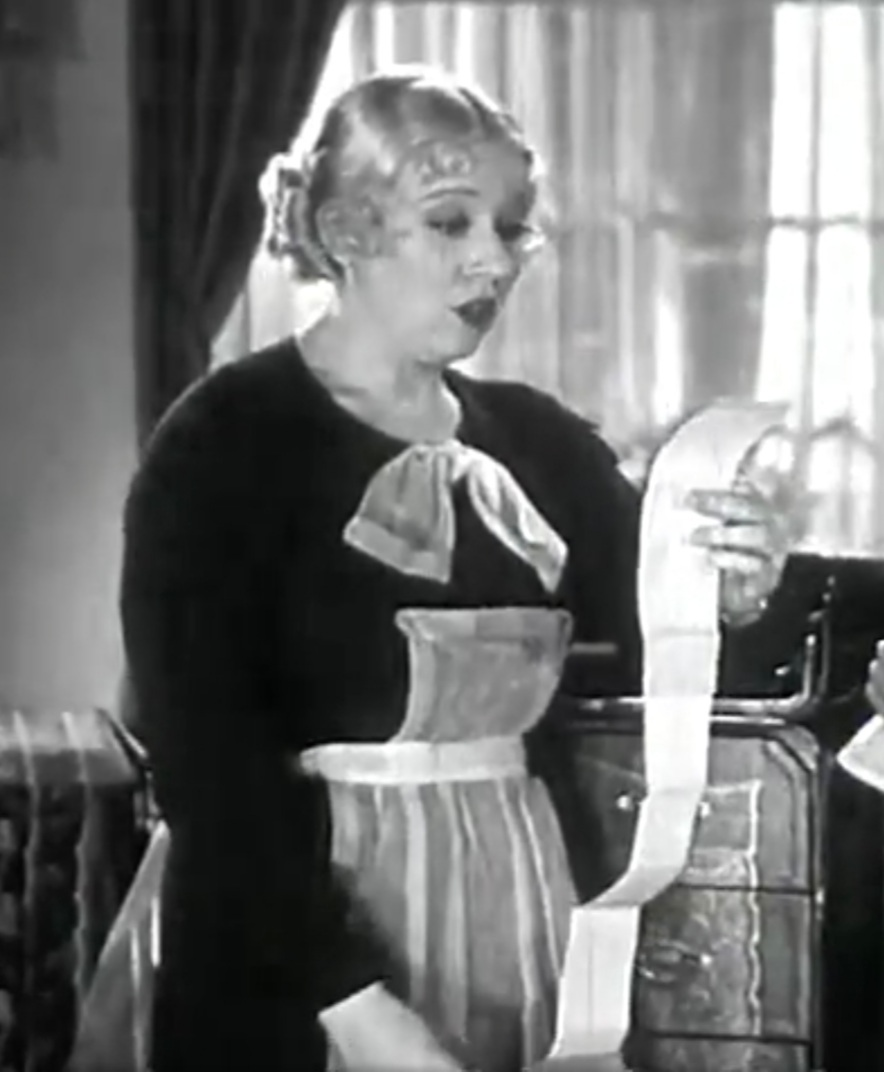

키티 맥휴(Kitty McHugh, 1902년 10월 3일 ~ 1954년 9월 3일)는 미국의 배우, 영화배우이다.
노스할리우드에서 사망하였다.

## 영화
- 사랑하는 시바여 돌아오라 (1952년)
- 영 피플 (1940년)
- 분노의 포도 (1940년)
- 브로드웨이 세레나데 (1939년)
- 내일을 위한 길 (1937년)